# Васильев, Михаил Яковлевич (учёный)
Михаи́л Я́ковлевич Васи́льев (1909 — 2 января 2001, Черноголовка) — советский и российский учёный, специалист по боеприпасам, один из создателей советского ядерного оружия, трижды лауреат Сталинской премии. Кандидат технических наук.

## Биография
Во время Великой Отечественной войны участвовал в разработке кумулятивных боеприпасов в НИИ-6.
С 1946 года руководил лабораторией № 1 (исследования и отработка фокусирующих систем) в КБ-11 в Арзамасе-16.
С 1956 года работал в ИХФАН имени Н. Н. Семёнова в Москве (с 1960 года — в Черноголовском филиале).
С 1984 года на пенсии.
Похоронен в Черноголовке на Макаровском кладбище.

## Награды и премии
- Орден Трудового Красного Знамени (1944).
- Орден Ленина (29.10.1949).
- Сталинская премия второй степени (29.10.1949).
- Сталинская премия (6.12.1951).
- Сталинская премия третьей степени (31.12.1953) — за разработку кинематики и динамики обжатия взрывом применительно к изделиям РДС-6с и РДС-5